# Chaparana quadranus
Chaparana quadranus é uma espécie de anfíbio da família Ranidae.
É endémica da China.
Os seus habitats naturais são: florestas temperadas, matagal de clima temperado, rios e marismas intermitentes de água doce.
Está ameaçada por perda de habitat.